# Nancy Farmer
Pour les articles homonymes, voir Farmer.
Œuvres principales
- Elle s'appelait Catastrophe
- La Maison du Scorpion
- Prisonnier des Vikings
- Au pays des pommes d'argent

Nancy Forsythe Farmer, née le 7 juillet 1941 à Phoenix en Arizona, est une écrivaine américaine, auteure de livres pour la jeunesse dont des ouvrages de science-fiction. Sa vie au Zimbabwe au contact des populations inspire ses premiers romans. Elle est récompensée trois fois par l' « Honneur » de la Médaille Newbery  (Finaliste), gagne en 2002 le National Book Award pour la littérature de jeunesse, pour La Maison du Scorpion, publié par Livres Atheneum.

## Biographie
Nancy Farmer naît le 7 juillet 1941. Elle est la fille de Sarah (Marimon) Coe et Elmon Frank. Elle vit dans un hôtel à la frontière de l'Arizona et du Mexique. Elle commence ses études au Phoenix College puis obtient son BA à Reed College en 1963. Puis elle s'enrôle dans le Corps de la Paix (1963-1965). À son retour elle fait des petits boulots et vend des journaux dans la rue. Ensuite elle  étudie la chimie et l'entomologie à l'Université de Californie, à Berkeley.  

### Carrière
Elle part travailler au Mozambique où elle étudie pendant un an les herbes du Lake Cabora Bassa. En Rhodésie (aujourd'hui Zimbabwe), elle étudie les méthodes biologiques de contrôle de la mouche tsé-tsé entre 1975 et 1978. Elle rencontre son futur mari, Harold Farmer, un professeur de littérature et un poète, à l'Université de Rhodésie. 
Elle est technicienne de laboratoire à l'école de médecine de l'Université de Stanford University, Palo Alto, (1991–1992). Elle est rédactrice free-lance depuis 1992. Elle est membre de la Society of Children's Book Writers and Illustrators et de la Science Fiction and Fantasy Writers of America. 

### Création littéraire
Nancy Farmer écrit des romans, des nouvelles et des albums pour la jeunesse. Elle vit au Zimbabwe lorsqu'elle publie sa première nouvelle The Mirror pour laquelle elle reçoit un grand prix L. Ron Hubbard Writers of the Future Contest. Dans une interview à Locus elle indique qu'elle étudie peu avant son départ les pays dans lesquels elle se rend mais qu'elle s'« elle s'assoit parmi les gens, écoute leurs histoires et apprend beaucoup sur leur culture de cette façon. ». Elle s'inspire ainsi de la mythologie Shona pour des traits de caractère des trois détectives mutants éponymes de The Ear, the Eye and the Arm (en),, son livre le plus connu, pour lequel elle reçoit une Médaille Newbery Honor Books. L'action se situe au XXIIIe siècle et combine une technologie d'avant-garde, des aspects traditionnels et des super-pouvoirs.
La Maison du Scorpion, qui raconte les aventures de Matteo Alacran, le jeune clone d'un baron de la drogue du même nom et sa suite The Lord of Opium (en) sont pressentis en avril 2023 pour une série TV de Skydance Productions. Ces romans se déroulent dans un futur dystopique où une grande partie de la terre est dévastée par le changement climatique et les catastrophes écologiques. A New Year's Tale un livre pour adultes décrit une Amérique dans laquelle le gouvernement n'a plus d'argent pour la sécurité sociale et la santé tandis que les habitants n'ont plus le droit de vivre au-delà de 65 ans,.
Quatre de ses ouvrages sont traduits en français par Gallimard et l’École des loisirs. 

### Vie privée
Nancy Farmer vit actuellement dans les montagnes Chiricahua de l'Arizona avec son mari. Ils ont un fils, Daniel Farmer.

## Œuvres

### SérieLa Maison du Scorpion (The House of the Scorpion)
1. La Maison du Scorpion [« The House of the Scorpion »]  (trad. de l'anglais par Valérie Dayre), L’École des Loisirs, 2020 (1re éd. 2005) (OCLC 1389980093, lire en ligne [livre électronique - open access])édition en anglais en 2002
2. (en) The lord of Opium, New York, Atheneum Books for Young Readers, 2013, 411 p. (ISBN 9781442482548, lire en ligne)

### SériePrisonnier des Vikings (The Sea of Trolls)
1. Prisonnier des Vikings [« The Sea of Trolls »]  (trad. Jean Esch), Paris, Gallimard jeunesse, 2009, 499 p. (ISBN 9782070625550, lire en ligne)édition anglaise 2004
2. Au pays des pommes d'argent [« The Land of the Silver Apples »]  (trad. Philippe Morgaut), Paris, Gallimard jeunesse, 2009, 436 p. (ISBN 9782070621668, lire en ligne)édition anglaise 2007
3. (en) The Islands of the Blessed, New York, Atheneum Books for Young Readers, 2009 (ISBN 9781416907374, lire en ligne)

### Romans indépendants
- (en) Lorelei : the story of a bad cat, Harare, Zimbabwe, College Press, 1987, 201 p. (ISBN 9780869257463, lire en ligne)
- (en) The ear, the eye and the arm : a novel, New York, Puffin Books, 1994 (1re éd. 1989) (ISBN 9780140376418, lire en ligne)également publié sous le titre The Eye, the Ear, and the Arm
- (en) Do You Know Me ?, London, Dolphin, 1998, 89 p. (ISBN 9781858813486, lire en ligne)
- (en) Tapiwa's uncle, Harare, Zimbabwe, College Press, 1993, 85 p. (ISBN 9781779001122, lire en ligne)
- (en) The warm place, London, Dolphin, 1997, 124 p. (ISBN 9781858812670, lire en ligne)
- (en) Runnery granary (fiction pour adultes), New York, William Morrow, 1996 (ISBN 9780688141882, lire en ligne)
- Elle s'appelait Catastrophe [« A Girl Named Disaster »]  (trad. Judith Silberfeld), Paris, École des Loisirs, 2000, 333 p. (ISBN 9782211053235, lire en ligne)édition anglais en 1996
- (en) Casey Jones's fireman : the story of Sim Webb  (ill. James Bernardin), New York, Phyllis Fogelman Books, 1998 (ISBN 9780803719293, lire en ligne)
- (en) A New Year's Tale, Paperback, 2013, 320 p. (ISBN 9781482795660, lire en ligne)

### Nouvelle
- (en) The Mirror dans L. Ron Hubbard Writers of the Future Contest, vol. 4, Paperback, 1988 (ISBN 0884043142, lire en ligne)

## Prix et distinctions
- 1987 : Grand Prix pour The Mirror dans L. Ron Hubbard Writers of the Future Contest[4].
- 1992 : bourse du National Endowment for the Arts pour l'écriture créative[11].
- 1995 : finaliste Médaille Newbery Honor Books pour The Ear, the Eye and the Arm[6].
- 1997 : finaliste Médaille Newbery Honor Books pour Elle s'appelait Catastrophe (A Girl Named Disaster)[6].
- 1997 : finaliste National Book Award pour la littérature de jeunesse pour Elle s'appelait Catastrophe (A Girl Named Disaster)[2].
- 1998 : (international) « Honour List » de l' IBBY pour Elle s'appelait Catastrophe (A Girl Named Disaster)[12].
- 2002 : National Book Award pour la littérature de jeunesse pour La Maison du Scorpion (The House of the Scorpion)[13].
- 2003 : finaliste Médaille Newbery Honor Books, Mickael L. Printz Honor Books pour La Maison du Scorpion (The House of the Scorpion)[6],[14].
- 2007 : prix Emporor Norton pour « une invention et une créativité extraordinaires, sans les contraintes d'une raison dérisoire » pour The Land of the Silver Apple[15].